# Championnat d'Écosse de football 1908-1909
Navigation
Édition précédente Édition suivante
La 19e édition du championnat d'Écosse de football est remportée par le Celtic FC. C’est le neuvième titre de champion du club de Glasgow, le cinquième consécutif. Il gagne avec un point d’avance sur Dundee FC. Les Clyde FC complètent le podium.
À la fin de la 18e saison, aucun club n’est relégué ou promu. Les clubs présents en première division restent inchangés.
Avec 29 buts marqués en 34 matchs, John Hunter de Dundee FC remporte le titre de meilleur buteur du championnat.

## Les clubs de l'édition 1908-1909
| Club                                | Ville      |
| ----------------------------------- | ---------- |
| Aberdeen Football Club              | Aberdeen   |
| Airdrieonians Football Club         | Airdrie    |
| Celtic Football Club                | Glasgow    |
| Clyde Football Club                 | Glasgow    |
| Dundee Football Club                | Dundee     |
| Falkirk Football Club               | Falkirk    |
| Greenock Morton Football Club       | Greenock   |
| Hamilton Academical Football Club   | Hamilton   |
| Heart of Midlothian Football Club   | Édimbourg  |
| Hibernian Football Club             | Leith      |
| Kilmarnock Football Club            | Kilmarnock |
| Motherwell Football Club            | Motherwell |
| Partick Thistle Football Club       | Glasgow    |
| Port Glasgow Athletic Football Club | Glasgow    |
| Queen's Park Football Club          | Glasgow    |
| Rangers Football Club               | Glasgow    |
| Saint Mirren Football Club          | Paisley    |
| Third Lanark Athletic Club          | Glasgow    |

## Compétition

### Classement
Le classement est établi sur le barème de points classique (victoire à 2 points, match nul à 1, défaite à 0).
| Rang | Équipe                | Pts | J  | G  | N  | P  | Bp | Bc  | Diff |
| ---- | --------------------- | --- | -- | -- | -- | -- | -- | --- | ---- |
| 1    | Celtic FC             | 51  | 34 | 23 | 5  | 6  | 71 | 24  | +47  |
| 2    | Dundee FC             | 50  | 34 | 22 | 6  | 6  | 70 | 32  | +38  |
| 3    | Clyde FC              | 48  | 34 | 21 | 6  | 7  | 61 | 37  | +24  |
| 4    | Rangers FC            | 45  | 34 | 19 | 7  | 8  | 91 | 38  | +53  |
| 5    | Airdrieonians         | 41  | 34 | 16 | 9  | 9  | 67 | 46  | +21  |
| 6    | Hibernian FC          | 39  | 34 | 16 | 7  | 11 | 40 | 32  | +8   |
| 7    | Saint Mirren          | 36  | 34 | 15 | 6  | 13 | 53 | 45  | +8   |
| 8    | Aberdeen FC           | 36  | 34 | 15 | 6  | 13 | 61 | 53  | +8   |
| 9    | Kilmarnock FC         | 33  | 34 | 13 | 7  | 14 | 75 | 61  | +14  |
| 10   | Falkirk FC            | 33  | 34 | 13 | 7  | 14 | 58 | 56  | +2   |
| 11   | Heart of Midlothian   | 32  | 34 | 12 | 8  | 14 | 54 | 49  | +5   |
| 12   | Third Lanark AC       | 32  | 34 | 11 | 10 | 13 | 56 | 49  | +7   |
| 13   | Motherwell FC         | 28  | 34 | 11 | 6  | 17 | 47 | 73  | -26  |
| 14   | Port Glasgow Athletic | 28  | 34 | 10 | 8  | 16 | 39 | 52  | -13  |
| 15   | Queen's Park FC       | 25  | 34 | 6  | 13 | 15 | 42 | 65  | -23  |
| 16   | Hamilton Academical   | 24  | 34 | 6  | 12 | 16 | 42 | 72  | -30  |
| 17   | Greenock Morton       | 23  | 34 | 8  | 7  | 19 | 39 | 90  | -51  |
| 18   | Partick Thistle FC    | 8   | 34 | 2  | 4  | 28 | 38 | 102 | -64  |

|  | Champion d'Écosse |
|  | Relégation        |

## Bilan de la saison
| Tableau d'Honneur                |               |
| Compétition                      | Vainqueur     |
| Championnat d'Écosse de football | Celtic FC     |
| Coupe d'Écosse de football       | Non attribuée |

| Promotions et relégations |       |
| Promus                    | Aucun |
| Relégués                  | Aucun |

## Statistiques

### Meilleur buteur
- John Hunter, Dundee FC, 29 buts